# کارلا ربکی
کارلا ربکی (اسپانیایی: Carla Rebecchi‎؛ زادهٔ ۷ سپتامبر ۱۹۸۴) بازیکن هاکی روی چمن اهل آرژانتین است.